# 倉敷民藝館
倉敷民藝館（くらしきみんげいかん、Kurashiki Museum of Folk Crafts）は、岡山県倉敷市にある日常生活に関連する世界中の民芸品を保存、展示する岡山県の登録博物館。運営は、公益財団法人倉敷民芸館。

## 概要
重要伝統的建造物群保存地区「倉敷川畔（倉敷美観地区）」に立地する。1948年（昭和23年）に岡山県民芸協会の会員の有志らによって江戸時代後期の米倉を再生活用し、各地の民芸品が寄贈されて開館した。日本では東京都目黒区駒場の日本民藝館に次いで2番目の民芸館となった。
建物は白壁と黒の貼瓦が美しく、それ自体が一つの民芸品として評価されており、倉敷美観地区の風光明媚な景観を形成している。館内には初代館長の外村吉之介が収集に尽力した、日本をはじめとした世界の民芸品が約15,000点収蔵されており、そのうち約800点ほどが展示されている（年3回の陳列替えが行われる）。かご類や朝鮮民画の所蔵においては世界屈指の内容を誇る。また、随時様々なテーマの企画展が催されているほか、地元の民芸作家の作品の展示即売会も年3回程度行われている。

## 収蔵品
陶磁器、染織、木工、漆器、竹細工、ガラス器、和紙、金工、石工など、15,000点以上を所蔵。